# Dicerura elongata
Dicerura elongata är en tvåvingeart som beskrevs av Art Borkent 1990. Dicerura elongata ingår i släktet Dicerura och familjen gallmyggor.
Artens utbredningsområde är Arizona. Inga underarter finns listade i Catalogue of Life.